# شهر بزرگ (فیلم)
شهر بزرگ فیلمی به کارگردانی روبرت اکهارت و نویسندگی پرویز دوایی محصول سال ۱۳۴۴ است.

## خلاصه داستان
مادر از معاشرت دخترش ثریا با حمید، جوانی بی‌کار و آس و پاس، نگران است. مادر با صحبت و نصیحت حمید را راضی می‌کند که برای سعادت ثریا از او دوری کند. پس از آن ایرج، دوست ژیگولوی حمید، سر راه ثریا قرار می‌گیرد و ثریا او را از خود می‌راند. ایرج حمید را وسوسه می‌کند که به گاو صندوق شرکتی دست برد بزند. او در موقع سرقت با زیرکی حمید را جلو می‌اندازد و خود با سر رسیدن مأمور پلیس فاش می‌کند که برای رسیدن به ثریا جریان سرقت را به پلیس گزارش داده است. حمید پس از آزادی از زندان جلو در آپارتمان ثریا به مردی برمی‌خورد، و به گمان این که مرد با ثریا رابطه دارد دختر را از پا درمی‌آورد و پس از آن ایرج را مضروب می‌کند. حمید بار دیگر با همان مرد برخورد می‌کند، و در می‌یابد که او نامزد مهری است، و او بی جهت به او، و ثریا، بدگمان شده است. او با حالتی غم زده به سرنوشت تلخ خود و نامزدش می‌اندیشد.

## بازیگران
- گریگوری مارک
- گرشا رئوفی
- سهیلا
- غلامعلی نبی‌پور
- اکبر خواجویی
- ملیحه نظری